# ジョゼ・ドミンゲス
ジョゼ・マヌエル・マルティンス・ドミンゲス（José Manuel Martins Dominguez, 1974年2月16日 - ）は、ポルトガル・リスボン出身の元サッカー選手。ポジションはミッドフィールダー。

## クラブ歴
SLベンフィカのユースチーム出身。ベンフィカではトップチーム定着はできずに1994年にバーミンガム・シティFCへと移籍した。バーミンガムでポジションを得たのち、スポルティングCPへと移籍し、ポルトガルに復帰した。
1997年にプレミアリーグのトッテナム・ホットスパーFCに移籍。しかし、移籍後はほとんどの試合でベンチ要員、途中出場が主だった。

## 代表歴
1995年にサッカーポルトガル代表デビューを果たした。また、1996年アトランタオリンピックのメンバーに選ばれた。

## 監督歴
2015年3月に不振にあえぐセグンダ・ディビシオンのレクレアティーボ・ウェルバの監督に就任したが、チームを立て直すことができず、20位で降格した。

## タイトル
スポルティングCP
- スーペルタッサ・カンディド・デ・オリベイラ: 1995[2]

トッテナム・ホットスパー
- フットボールリーグカップ: 1998-99[3]